# 740 Boyz
740 Boyz là một nhóm nhạc dance người Mỹ gốc Dominica được thành lập vào năm 1991, bởi Winston Rosa hay còn gọi là BIG WIN đến từ Thành phố New York.
BIG WIN đã làm việc với một số ca sĩ bao gồm Shaggy và DJ Jazzy Jay. Khi làm cho một studio tên là INS Studios ở thành phố New York, anh đã gặp Rafael Vargas hay còn gọi là Dose Material.  2 In A Room đã từng tham gia 2 In A Room.
Đĩa đơn đầu tiên của họ, "Shimmy Shake", đã thành công ở Pháp (hạng 2 vào cuối năm 1995) và Bỉ, trong khi nó có một chút thành công trên các bảng xếp hạng của Anh, Đức và Mỹ. Vài tháng sau, đĩa đơn thứ hai "Bump Bump (Booty Shake)" được phát hành; nó đạt vị trí thứ 14 tại Pháp và đạt được một thành công nhỏ ở các quốc gia châu Âu khác, bao gồm Bỉ và Hà Lan.
Năm 2003, The Porn Kings và Flip & Fill cùng với 740 Boyz, đã đạt vị trí thứ 28 trên UK Singles Chart với "Shake Ya Shimmy".